# Tina Arena
Filippina Lydia Arena, nota come Tina Arena (Melbourne, 1º novembre 1967), è una cantante australiana, vincitrice di 6 ARIA Award e, sia nel 1996 che nel 2000, del World Music Award, come artista australiana di maggior successo discografico.

## Biografia

### Carriera musicale
Nata da immigrati italiani (i suoi genitori, Franca Catalfamo e Giuseppe Arena, provenivano da Valguarnera Caropepe, un paesino siciliano in provincia di Enna), Tina Arena comincia la propria carriera giovanissima, partecipando all'età di sette anni al concorso canoro televisivo per bambini Young Talent Time. Nel 1988, quando la cantante ha 21 anni viene pubblicato il suo primo singolo I Need Your Body, di genere dance, che ottiene tre dischi di platino in Australia, e a cui nello stesso anno segue il suo album di debutto Strong as Steel.
Nonostante il successo, la Arena scompare dalle scene per cinque anni, ricomparendo nel 1995 con un nuovo album per la Columbia Records Don't Ask. Abbandonato il genere dance, il disco ottiene un enorme successo: dieci volte disco di platino ed oltre un milione di copie vendute in tutto il mondo. Don't Ask diventa il disco di un'artista donna più venduto nella storia della discografia australiana. L'album successivo, In Deep, ottiene un'ottima accoglienza.
Alla fine degli anni novanta la Sony Records tenta di far debuttare Tina Arena nel mercato statunitense, promuovendo una serie di apparizioni e collaborazioni con artisti come Donna Summer, o compositrici come Diane Warren. Nel 2003 il singolo Never (Past Tense) riesce ad entrare nella top ten della classifica Billboard Dance.
La collaborazione alla colonna sonora di La maschera di Zorro (in cui duetta con Marc Anthony nel brano I Want to Spend My Lifetime Loving You) dà popolarità alla cantante anche nel mercato europeo, infatti il singolo Aller plus haut cantato in francese riesce a raggiungere la seconda posizione della classifica dei singoli più venduti in Francia. A questa esperienza seguiranno ben due album registrati interamente in francese. Inoltre nel 1999 ha duettato con il cantante italiano Luca Barbarossa nel brano Segnali di fumo e, nel 2002, con Olivia Newton-John in "I'll come runnin'" inserito nell'album "Olivia 2 (duets)".
Nel 2004 in occasione della presentazione dell'album Zu & Co. tenutosi alla Royal Albert Hall duetta con Zucchero Sugar Fornaciari con la canzone I'm in Trouble (versione inglese del singolo Ahum)
Nel 2008 la cantante ha partecipato al concerto australiano di Andrea Bocelli, interpretando insieme al tenore italiano tre duetti: The Prayer, Canto della Terra ed una cover di Can't Help Falling in Love di Elvis Presley.

### Teatro
Tina Arena ha sempre alternato la propria carriera di cantante con quella di attrice teatrale. Nel 2000 ha fatto il suo debutto sulle scene londinesi per interpreterare Esmeralda nel musical di Riccardo Cocciante Notre-Dame de Paris ed è rimasta nel cast dello show per sei mesi al Dominion Theatre. Nel 2002 invece ha fatto il suo esordio nel panorama teatrale australiano per interpretare Sally Bowles nel musical Cabaret. È tornata a calcare le scene del West End londinese sette anni più tardi, quando è entrata nel cast del musical Chicago al Cambridge Theatre per interpretare la protagonista Roxie Hart. Nel 2018 invece ha interpretato Evita Perón nel musical di Andrew Lloyd Webber Evita in una lunga tournée australiana che si avvaleva della regia originale di Harold Prince; interpretando la protagonista Evita, Tina Arena ha cantato le canzoni più celebri del musical, tra cui "Don't Cry for Me Argentina" e "You Must Love Me".

### Vita privata
Da diversi anni, Tina Arena è legata sentimentalmente a Vincent Hare (pseudonimo di Vincent Mancini), un artista francese, al quale ha dato un figlio nel 2005.

## Discografia

### Album in studio
- 1990 - Strong as Steel
- 1994 - Don't Ask
- 1997 - In Deep
- 2001 - Just Me
- 2005 - Un autre univers
- 2007 - Songs of Love & Loss
- 2008 - Songs of Love & Loss 2
- 2008 - 7 vies
- 2013 - Reset
- 2015 - Eleven
- 2018 - Quand tout Recommence
- 2023 - Love Saves

### Raccolte
- 2000 - Souvenirs (best of)
- 2004 - Greatest Hits 1994-2004
- 2009 - The Best & le meilleur
- 2017 - Greatest Hits & Interpretations

### Live
- 2003 - Vous êtes toujours là
- 2005 - Greatest Hits Live